# Alban Ernst Bunse

Alban Bunse (2000)

Alban Ernst Bunse OCist (* 3. November 1919 in Laar; † 18. November 2003 in Heiligenkreuz) war ein deutscher römisch-katholischer Geistlicher und Zisterzienser.

## Leben

### Herkunft und Schulausbildung
Ernst Bunse war das dritte Kind eines Duisburger Hüttenwerkschlossers und einer Verkäuferin. Von 1934 bis 1938 besuchte er die Franziskanerschule Schloss Exaten in Baexem (heute: Leudal) in der Provinz Limburg in den Niederlanden. Er kehrte nach Duisburg zurück und bestand 1940 das Abitur am Landfermann-Gymnasium.

### Der Brief an Hitler und die Folgen
Bunse wurde 1940 Soldat, vor Leningrad verwundet, kämpfte in der Schlacht am Wolchow, wurde im Winter 1942/1943 wieder verwundet und kam in ein Lazarettlager in Ostpreußen. Von dort schrieb er einen Brief direkt an Adolf Hitler, in dem er ihn aufforderte, die Gräueltaten an der russischen Bevölkerung und vor allem an der orthodoxen Kirche zu verbieten. Er wurde in die psychiatrische Abteilung des Lazaretts Königsberg eingewiesen, dort von seiner Mutter abgeholt und im April 1943 in Dortmund ausgemustert. In Verfolgung der Absicht, in ein Schweizer Kloster einzutreten, wurde er an der Grenze festgenommen und nach Durchgang durch ein Gefängnis in die psychiatrische Klinik in Freiburg im Breisgau eingewiesen. Da er dort wegen der menschenunwürdigen Verhältnisse schließlich die Nahrungsaufnahme verweigerte (und zwangsernährt wurde), wurde wieder seine Mutter verständigt, die anreiste und die Verlegung zu den Alexianern nach Münster erreichte. 

### Bergmann im Ruhrgebiet
Mit Kriegsende kam er frei, wandte sich um Rat an Therese Neumann (die ihn ermunterte, Priester zu werden), sowie an Reinhold Schneider (der ihm riet, sich eine „ernste und redliche Existenz“ aufzubauen). Er wurde Bergmann, und nach einem Ingenieursstudium in Essen und Bochum (Abschluss 1951) Fahrsteiger, später Sicherheitsverantwortlicher der Zeche Erin. 1973 erfolgte der Eintritt ins Rentenalter mit 54 Jahren wegen Staublunge.

### Begegnung mit Alban Brauckhoff und kirchliches Engagement
Nach dem Tod seiner Mutter wohnte er ab 1949 in Castrop-Rauxel bei der Mutter des Dominikanerpaters P. Alban M. Brauckhoff (* 24. April 1915; † 11. August 1960), der von 1940 bis zu seiner Ausweisung 1954 Missionar in China war und dann bis zu seinem Tod im Kloster Schwichteler in Cappeln (Oldenburg) lebte. Bunse unterstützte die dominikanischen Missionswerke (er reiste selbst nach Taiwan), engagierte sich in der Katholischen Arbeitnehmer-Bewegung und im Kolpingwerk und war Pfarrgemeinderatsvorsitzender.

### Der Zisterzienser
Als langjähriger Pilger der Marienwallfahrt Stiepel kam er 1988 im Kloster Stiepel mit den Zisterziensern von Stift Heiligenkreuz in Kontakt und folgte der Einladung des österreichischen Klosters einzutreten. Am 15. August 1990 wurde er im Alter von 70 Jahren eingekleidet und nahm den Ordensnamen Alban an. Er studierte Theologie und wurde am 14. Juni 1996 im Alter von 76 Jahren zusammen mit Wolfgang Gottfried Buchmüller von Kardinal Christoph Schönborn zum Priester geweiht. Er starb sieben Jahre später im Klostergarten an einem Herzinfarkt und wurde in Stiepel beigesetzt. In Eheliyagoda (Distrikt Ratnapura) auf Sri Lanka trägt das Father Alban House seinen Namen.